# 1667 au théâtre
| Années du théâtre : 1664 - 1665 - 1666 - 1667 - 1668 - 1669 - 1670    |
| Décennies du théâtre : 1630 - 1640 - 1650 - 1660 - 1670 - 1680 - 1690 |

## Événements
- Pâques : l'actrice Marquise-Thérèse de Gorla, dite Mademoiselle Du Parc, quitte la troupe de Molière pour la troupe de l'hôtel de Bourgogne, sur les instances de Racine qui écrit pour elle le rôle-titre d'Andromaque.
- L'acteur Jean Pitel, dit Beauval, quitte la troupe du prince de Condé pour celle du théâtre du Marais.
- Joseph Simons, prêtre jésuite anglais et dramaturge, devient le supérieur provincial des jésuites d’Angleterre et le reste jusqu'à sa mort en 1671.
- Publication par l'abbé Joseph de Voisin du traité sur le théâtre écrit l'année précédente par Armand de Bourbon-Conti, Traité de la comédie et des spectacles, selon la tradition de l'Église tirée des conciles et des Saints Pères, Paris, Louis Billaine Lire sur Gallica.
- Pierre Nicole publie à Paris son Traité de la Comédie,  réquisitoire contre le théâtre.

## Pièces de théâtre représentées
- 5 janvier : 
  - Pastorale comique de Molière sur une musique de Lully, Château de Saint-Germain-en-Laye ;
  - Le Sicilien ou l'Amour peintre de Molière, château de Saint-Germain-en-Laye.
- 2 mars : The Maiden Queen (en), tragi-comédie de John Dryden, Londres, théâtre de Drury Lane, par la King's Company.
- 4 mars :  Attila, tragédie de Pierre Corneille, par la troupe de Molière.
- 7 mars : The English Princess, tragédie de John Caryll (en) Londres, théâtre de Lincoln's Inn Fields, par la Duke's Company.
- Août : Molière représente de nouveau Tartuffe, sous le titre Panulphe ou L’Imposteur. La pièce est à nouveau interdite.
- 15 août : Sir Martin Mar-all, or The Feign'd Innocence, comédie de John Dryden, adaptation de L'Étourdi de Molière.
- 19 octobre : The Black Prince, tragédie de Robert Boyle, Londres, théâtre de Drury Lane, par la King's Company.
- 7 novembre : The Tempest, or The Enchanted Island, comédie de John Dryden et William D'Avenant, adaptation de La Tempête de Shakespeare, Londres, au théâtre de Lincoln's Inn Fields, par la Duke's Company.
- 17 novembre : Andromaque de Jean Racine, Paris, Hôtel de Bourgogne.
- 2 décembre : Cléopâtre de François Le Noir, dit La Thorillière, Paris, Palais-Royal.
- date non précisée :
  - Cenobia met de Doodt van kaizer Aureliaen, tragédie de Claude de Grieck, à Amsterdam.
  - Sauny the Scot, or The Taming of the Shrew, comédie de John Lacy, version en prose de La Mégère apprivoisée de William Shakespeare, Londres, Théâtre de Drury Lane.

## Décès
- 14 mai : Georges de Scudéry, romancier, dramaturge et poète français, né le 22 août 1601.
- juillet : Jan Vos, dramaturge, régisseur de théâtre, verrier et poète néerlandais, né vers 1610.
- décembre : Zacharie Jacob, dit Montfleury, acteur français, né le 15 juillet 1608.